# Santuario di Nostra Signora Assunta (Bajardo)
Il santuario di Nostra Signora Assunta è un edificio di culto cattolico situato nella frazione di Berzi, nel comune di Bajardo, in provincia di Imperia. La principale festività si celebra il 15 agosto nella ricorrenza religiosa dell'Assunzione di Maria.

## Storia e descrizione
Secondo la tradizione popolare l'edificazione del primitivo santuario avvenne nel XV secolo per volere della famiglia Doria, signori del feudo di Dolceacqua, che avrebbe così testimoniato l'aiuto divino per un'impresa militare.
Dell'antico edificio quattrocentesco non rimane però traccia, in quanto l'intero complesso fu rivisto dalle fondamenta in epoca barocca; la facciata si presenta ad oggi mossa e adornata di stucchi decorativi così come l'interno a pianta ellissoidale.
La volta fu affrescata dal pittore Maurizio Carrega nel 1819 con la raffigurazione della Gloria della Vergine Maria. Anticamente qui era conservato il polittico ritraente la Madonna col Bambino e santi Giovanni Battista e Pietro di Francesco da Verzate, custodito oggi nella chiesa parrocchiale di San Nicola di Bajardo, per motivi di sicurezza dopo il furto di altri due dipinti.